# Skattefjällsmålet
Skattefjällsmålet var ett rättsfall i Sverige, som togs upp i tingsrätt 1966 och avgjordes av Högsta domstolen 1981. I målet mellan ett antal samebyar i norra Jämtland och  staten behandlades frågan om äganderätten till skattefjällen. Den slutliga domen i Högsta domstolen innebar att staten ansågs äga skattefjällen. Rättsprocessen fick betydelse för hur den samiska renskötselrätten senare tolkades i domstolar. Rättsprocessen pågick i 15 år och kom att bli det största och mest omfattande mål som Högsta domstolen handlagt.

## Historisk bakgrund
Brytning av mark i norra Sverige uppmuntrades från 1600-talet under Karl XI. Ursprungligen var uppfattningen att nybyggare och samer skulle kunna använda marken parallellt utan att störa varandras markanvändning. Staten förvärvade inte marken genom köp, utan ansåg sig redan äga obygderna, vilket framgår genom 1683 års skogsförordning av Karl XI: ”Obygde ligga fierran från Ägoskillnaden och Bygdelagerne, höra öfrigheten och Sveriges Chrono till och ingen annan.” Denna föreskrift hänvisade inte till skattebönders lantegendom och byar, bara till mark utan ägare. Statens förordning fick inte någon effekt ifall fjällmarkerna ägdes av någon annan vid den tiden. Lapplands befolkning fyrdubblades under åren 1800-1890 när staten uppmuntrade till jordbruk för att driva på utvecklingen i Norrland och samtidigt försörja en växande svensk befolkning. Detta resulterade i konkurrens om användningen av marken mellan renskötande samer och nybyggare. Utrymmet för samernas näringsfång, det vill säga jakt, fiske och renskötsel, minskade genom nybyggarnas etablering av jordbruk, först längs kusterna och sedan längs älvdalarna. Staten försökte dela upp lappmarken genom att dra olika gränser, framför allt lappmarksgränsen 1749. När nybyggarnas expansion ändå fortsatte  över lappmarksgränsen  under 1800-talet, drogs en ny gräns längre västerut, odlingsgränsen. Även väster om denna etablerades dock nybyggen.
Under 1800-talet konkurrerade samer och nybyggare främst om fisket och slåttern. Från statens sida vidtogs åtgärder för att definiera nybyggarnas rätt att använda marken såväl som samernas. Genom den så kallade avvittringen i Västerbottens och Norrbottens län, som syftade till att gränsbestämma nybyggarnas och byarnas mark i förhållande till kronans mark, definierades nybyggarnas rätt till markanvändning. 

### Renbeteslagen
Genom den första renbeteslagen av år 1886, bestämdes samernas rätt att bruka marken såväl i förhållande till kronan som till enskilda markägare. Denna lag, från 1971 benämnd Rennäringslagen, är fortfarande i kraft. När lagen trädde i kraft, ersatte den de så kallade lappeskattelanden. Lappskattelanden innebar att samefamiljer eller en mindre släktgrupp hade ensam bruksrätt till marken. Fram till år 1750 avgjordes frågor kring dessa i häradsrätten, där samerna utgjorde en majoritet. Med renbeteslagen förlorade lappskattelandet sin juridiska betydelse och makten sköts över från häradsrätt till länsstyrelse. Lappskatteland, som tidigare behandlats som samernas ägor, blev till angelägenhet för statlig administration och betraktad som kronans egendom. I renbeteslagen förklaras att nyttjanderätt till den statliga fjällmarken, även kallat ”de för lapparna afsatta land”, bara ska upplåtas till utomstående ifall det inte tillför svårigheter för samernas brukande av marken (22 § i 1886 års renbeteslag). Staten garanterade det samiska folket företrädesrätt till nyttjande av kronomarken, men förlorade sitt inflytande i frågor kring landområdet i och med stiftandet av renbeteslagen av 1886.

## Förhandlingarna
Enligt då gällande rennäringslag hade den som är av samisk härkomst eller var medlem i en sameby rätten att använda mark och vatten till underhåll för sig och sina renar. Renskötseln i Norrbottens och Västerbottens läns lappmarker fick alltså bedrivas under villkor reglerade av den svenska staten.
I och med att samebyarna ensamma och under lång tid brukat markerna, ville de pröva ifall de på rättsliga grunder hade äganderätt till markerna. De hävdade att samerna som ursprungsfolk och deras sätt att bruka marker ska ligga till grund för äganderätt av dessa geografiska områden. De upprörda protesterna från samernas håll motiverades med att samerna stod under förmyndarskap av staten i fråga om sina möjligheter till jakt- och fiskerätt. En fråga i rättsfallet blev om det förmyndarskap, som samerna anklagade staten för, var att betrakta som diskriminering. Domstolarna skulle granska renbeteslagen av 1886 i syfte att bland annat utreda om lagstiftaren påverkats av den då rådande rasbiologin. Bland annat var Knut Olivecrona justitieråd under stiftandet av renbeteslagen och gjorde en del rasbiologiska uttalanden. Han framhöll att samerna som nomadfolk måste stanna på en lägre kulturnivå och ge vika för de som klassificerades som vita civiliserade européer enligt Statens institut för rasbiologi. Denna nedvärdering av folkgruppen skulle ha kunnat spelat in i utformningen av 1886 års lag.
För samernas del skulle äganderätten innebära att man kunde fortsätta bedriva sina traditionella näringar, med vetskapen att konkurrerande verksamheter såsom skogsbruk eller turism inte skulle kunna förändra markanvändningen.

## Högsta domstolens beslut
Högsta domstolen fastslog 1981 att samebyarna varken hade äganderätt eller annan rätt till skattefjällen utöver vad som angavs i lagen, i och med att renskötsel inte innebär stationärt bruk av mark. Domstolens majoritet ansåg inte heller att det förelåg otillåten diskriminering. Bakgrunden till att staten inte överlåtit sina rättigheter till skattefjällen till samerna fanns i renbeteslagen av år 1886, där den främsta anledningen framhålls vara av praktiska skäl. Lappbyarna var under 1800-talet en svåradministrerad institution, och ansvaret för förvaltningen överläts därför till länsstyrelserna. Högsta domstolens majoritet betonade att behållandet av statlig förvaltning enligt den nya rennäringslagen av 1971 inte vilade på nedvärdering av samerna som folkgrupp, utan på andra folkgruppers intresse att också utnyttja fjälltrakterna för andra ändamål. Minoriteten ansåg däremot att bestämmelsen innebar en faktisk särbehandling av samerna i förhållande till andra medborgare oavsett bakomliggande skäl, och stred därmed mot grundlagens förbud mot diskriminering. Enligt regeringsformen kunde dock felet inte ses som uppenbart, och uppnådde inte kraven för att underkänna en grundlagsstridig lagregel.
Skattefjällsmålet uppfyllde inte de kriterier som stämningen gällde, men nämnde att andra samiska områden i landet troligen mötte kraven. Beträffande förhållanden norröver, närmare Treriksröset, antydde domstolen att samerna kunde anses ha förvärvat äganderätt under 1500-talet. Beträffande de omtvistade områdena visades dock att staten lagstiftning och påbud under 1600- och 1700-talet anskaffat äganderätt av marken. Samebyarna förlorade således målet, vilket innebar ett nederlag för renskötande samer i främst skattefjällen i Härjedalen och Jämtland.

## Efterföljande debatt
Synen på domen förändrades dock över tid. Rättsprocessen anses ha haft stor betydelse i arbetet att fastställa den samiska bruksrätten till mark och vatten i skattefjällen, men också i övriga delar av Sverige. Högsta domstolen konstaterade att renskötselrätten vilade på civilrättslig grund, och tillhörde därmed det samiska folket som ett kollektiv. Bedrivandet av renskötseln på skattefjällen skulle därmed vara likvärdigt med den grundlagsskyddade äganderätten, och därmed vila på en stabilare grund än bara ett enkelt avtal med staten. Ändringar i rennäringslagen gjordes för att klargöra att renskötselrätten är en rätt som vilar på urminnes hävd.
År 1989 lade Kaisa Korpijaakko-Labba fram en doktorsavhandling som styrkte antydan i Högsta domstolens dom om samernas starkare rätt inom andra delar av fjällområdet. Avhandlingen påvisar att samerna från 1500-talet och fram till 1740, i form av samebyar, behandlats som ägare av mark och vatten i både Sverige och Finland. Det kan anses sannolikt att en individuell äganderätt fanns under denna tidsperiod, då deras former för delande och bruk av naturtillgångar kan ses som ett uttryck för en rådande uppfattning om kollektiv egendomsrätt som grundval för dessa former. 
Den finländska staten har uttryckt att samerna kan ha haft äganderätt, men att den senare gick över till staten. Bertil Bengtsson, justitieråd och referent i målet, menar att hans ställningstagande hade sett annorlunda ut om avhandlingen varit känd vid tidpunkten för domen.
Samerna har efter skattefjällsmålet drivit krav på att Sveriges skall ratificera Konventionen om ursprungsfolk och stamfolk (ILO-konvention nr 169), som behandlar ursprungsfolks ”äganderätt och besittningsrätt till den mark som de traditionellt bebor skall erkännas.” År 1997 uttalade sig regeringen om att det hade varit önskvärt att ansluta sig till konventionen, men ILO-utredningen visade på att den svenska lagstiftningen inte levde upp till dess minimikrav när det gällde samernas rätt till mark. Denna fråga om ratificering är ännu (2023) inte avgjord.